# Aerolíneas de Baleares
A Quantum Air (anteriormente chamada de Aerolíneas de Baleares) foi uma companhia aérea com base em Palma de Mallorca, Espanha. Opera voos regulares domésticos e internacionais, ainda que sempre em nome da Spanair e com código de voo desta.

## Códigos
- Código IATA: DF
- Código OACI: ABH

## História
A companhia aérea foi formada em 1999, começando a operar a 5 de Julho de 2000. Originalmente denominada AB Bluestar, é participada pelo Grupo Marsans (51%), SAS Group (25%), Spanair (18%) e VITRAC (6%).

## Frota

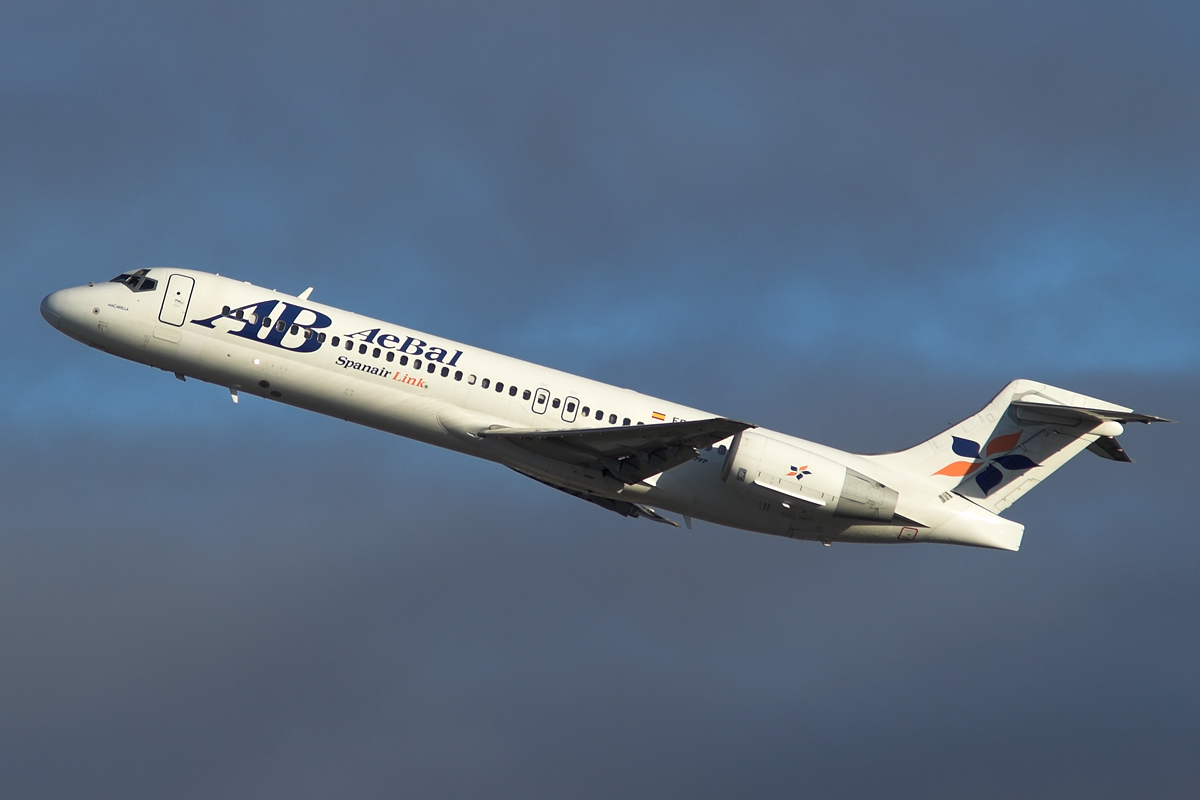
AeBal Boeing 717.

Em novembro de 2009.
- 5 Boeing 717